# Veronica Stigger

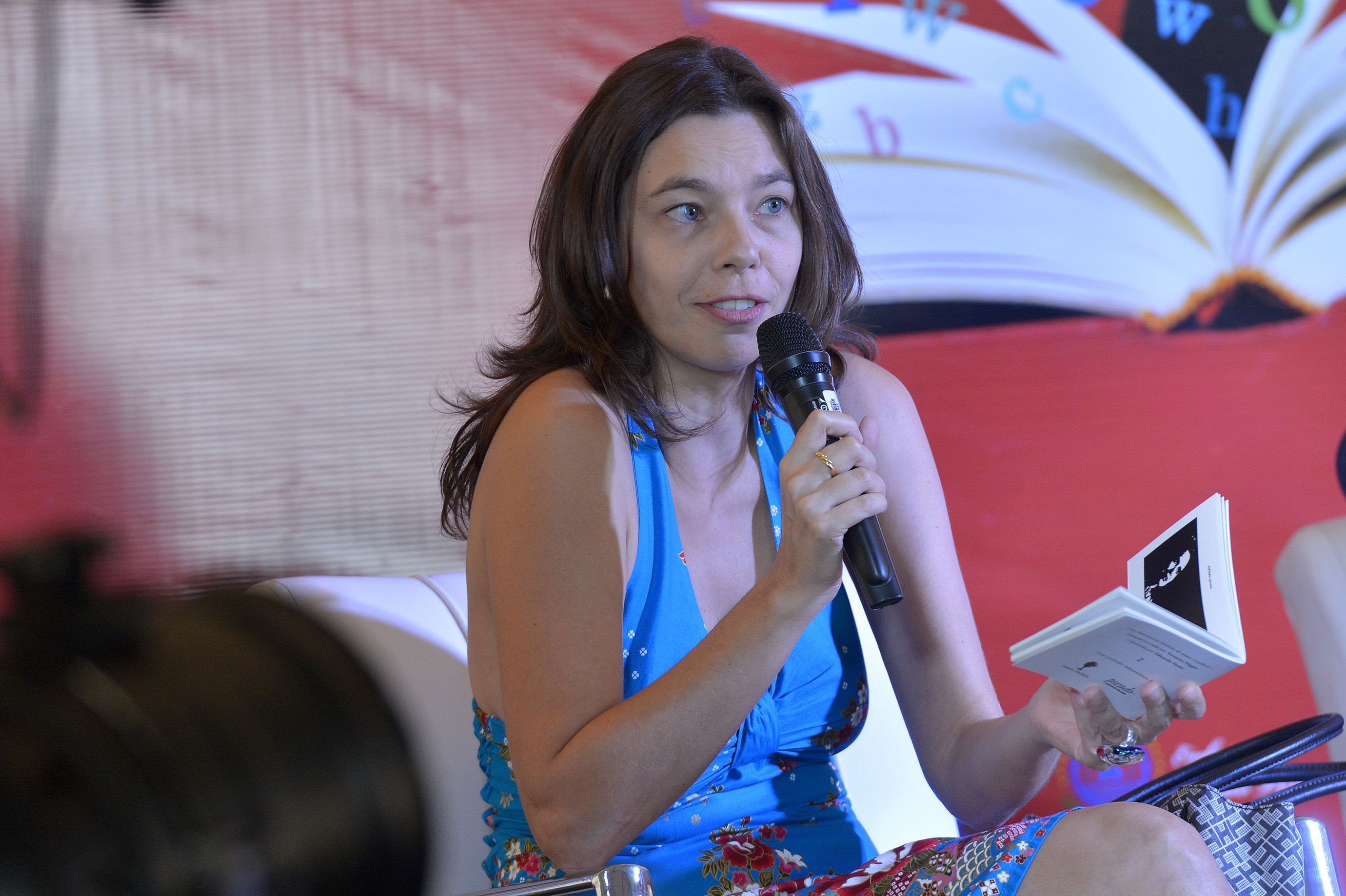
Veronica Stigger

Veronica Stigger (* 1973 in Porto Alegre, Rio Grande do Sul) ist eine brasilianische Schriftstellerin, Journalistin, Kunstkritikerin und Kuratorin.

## Leben
Veronica Stigger studierte zunächst Journalismus. An der Universidade de São Paulo promovierte sie jedoch in Kunsttheorie und -kritik mit einer Arbeit über das Verhältnis von Kunst, Mythos und Ritual in der Moderne, dem sich ein Postgraduiertenstudium an der Universität La Sapienza in Rom anschloss. Zurückgekehrt nach São Paulo war sie am Museu de Arte Contemporânea da Universidade de São Paulo (MAC USP) tätig und übte Funktionen in der Associação Brasileira de Críticos de Arte (ABCA), der brasilianischen Vereinigung der Kunstkritiker, aus. So war sie Mitorganisatorin deren internationalen Veranstaltung im MAC-USP über Arte, crítica e mundialização, die 2004 stattfand. In jüngerer Zeit ist sie auch als Dramaturgin am Teatro da USP (TUSP) tätig. 2013 kuratierte sie die Ausstellung Maria Martins: metamorfoses im Museu de Arte Moderna de São Paulo (MAM), über deren schriftliche Werke sie bereits 2010 publiziert hatte.
Seit 2001 lebt sie mit dem Dichter, Essayisten und Kritiker Eduardo Sterzi in São Paulo zusammen.
Ihr Erstlingsroman O trágico e outras comédias erschien 2003 im portugiesischen Verlag Angelus Novus, dem im April 2004 die brasilianische Ausgabe im Verlag 7Letras folgte. 2007 erschien Gran Cabaret Demenzial im Verlag Cosac Naify. Mit diesem Werk trat sie bei der fünften Ausgabe des Festa Literária Internacional de Paraty (FLIP) 2007 auf. 2010 folgte ein Sammelband verschiedener Texte Os anões.

## Werke
- O trágico e outras comédias. Angelus Novus, Coimbra 2003, ISBN 972-8115-92-X.
- Mariza Bertoli, Verônica Stigger (Hrsg.): Arte, crítica e mundialização. Imprensa Oficial do Estado de São Paulo e Associação Brasileira de Críticos de Arte, São Paulo 2004.
- Gran Cabaret Demenzial. Cosac Naify, São Paulo 2007, ISBN 978-85-7503-583-2.
- Os anões. Cosac Naify, São Paulo 2010, ISBN 978-85-7503-698-3.
- Escritos de Maria Martins: 1958–65. In: Charles Cosac (Hrsg.): Maria. Cosac Naify, São Paulo 2010, ISBN 978-85-7503-846-8. Englischsprachige Ausgabe: ISBN 978-85-7503-847-5. Enthält Essay zum schriftstellerischen Werk der brasilianischen Künstlerin Maria Martins (1894–1973).
- Opisanie świata. Cosac Naify, São Paulo 2013, ISBN 978-85-405-0462-2.
- Sul. Editora 34, São Paulo 2016, ISBN 978-85-7326-642-9.

In deutscher Sprache ist bisher keines ihrer Werke erschienen.